# Cheilosia hunteri
Cheilosia hunteri är en tvåvingeart som först beskrevs av Charles Howard Curran 1922.  Cheilosia hunteri ingår i släktet örtblomflugor, och familjen blomflugor. Inga underarter finns listade i Catalogue of Life.